# Clouds and the Earth's Radiant Energy System

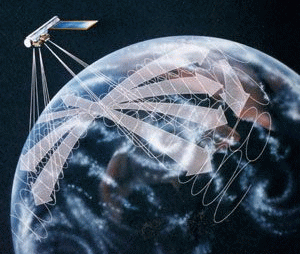
Rappresentazione artistica degli strumenti CERES che scansionano la Terra in modalità Piano Azimutale Rotante.

Il Clouds and the Earth's Radiant Energy System o CERES (Il sistema energetico radiante terrestre e delle nuvole) è un esperimento climatologico della NASA in corso dall'orbita terrestre. I CERES sono strumenti scientifici satellitari facenti parte del Earth Observing System (EOS - Sistema di Osservazione della Terra) della NASA, progettati per misurare sia la radiazione solare riflessa che quella emessa dalla sommità dell'atmosfera (TOA - Top Of Atmoshpere) alla superficie terrestre. Le proprietà delle nuvole sono determinate utilizzando misurazioni simultanee con altri strumenti EOS come lo Spettroradiometro Moderate Resolution Imaging Spectroradiometer (MODIS). I risultati delle missioni CERES e di altre missioni della NASA, come l'Earth Radiation Budget Experiment (ERBE), potrebbero portare ad una migliore comprensione del ruolo delle nubi e del ciclo energetico nel cambiamento climatico globale.

## Obiettivi scientifici
L'esperimento CERES ha quattro obiettivi principali:
- prosecuzione del registro ERBE dei flussi radiativi nella parte superiore dell'atmosfera (TOA) per l'analisi dei cambiamenti climatici;
- raddoppiamento della precisione delle stime dei flussi radiativi al TOA e alla superficie terrestre;
- fornire le prime stime globali a lungo termine dei flussi radiativi nell'atmosfera terrestre;
- fornire stime delle proprietà delle nuvole che siano coerenti con i flussi radiativi dalla superficie alla TOA.

Ogni strumento CERES è un radiometro che ha tre canali - un canale ad onde corte (SW) per misurare la luce solare riflessa nella regione di 0,2-5 µm, un canale per misurare la radiazione termica emessa dalla Terra nella regione "finestra" o "WN" di 8-12 µm, e un canale complessivo per misurare l'intero spettro della radiazione terrestre in uscita (>0,2 µm). Lo strumento CERES si basa sul successo dell'esperimento Earth Radiation Budget Experiment, che ha utilizzato tre satelliti per fornire misurazioni del bilancio energetico globale dal 1984 al 1993.

## Calibrazione assoluta a terra
In una missione per la registrazione di dati climatici (CDR) come CERES, l'accuratezza è di grande importanza e viene raggiunta durante le misurazioni notturne a raggi infrarossi puri utilizzando un corpo nero tracciabile SI in un laboratorio a terra per determinare i guadagni radiometrici totali e WN. Questo tuttavia non è il caso dei canali solari CERES come SW e la porzione solare del telescopio Total, che non hanno una catena diretta ininterrotta di tracciabilità SI. Questo perché le reazioni solari CERES sono state misurate a terra utilizzando lampade la cui energia di uscita è stata stimata da un rivelatore di riferimento a criocavità, che ha utilizzato un telescopio Cassegrain in argento identico ai dispositivi CERES per abbinare il campo visivo dello strumento satellitare. La riflettività di questo telescopio realizzato e utilizzato a partire dalla metà degli anni '90 non è mai stata effettivamente misurata, ma stimata solo sulla base di provini  (vedi diapositiva 9 di Priestley et al. (2014)). Tali difficoltà nella calibrazione al suolo, combinate con sospetti eventi di contaminazione a terra, hanno portato alla necessità di rendere inspiegabili i cambiamenti terra-volo nei guadagni del rivelatore SW fino all'8%, semplicemente per far sembrare i dati ERB in qualche modo sensati alla scienza climatica (si noti che CERES attualmente vanta una precisione assoluta di un sigma SW dello 0.9%).

## Calibrazione in volo
La risoluzione spaziale di CERES alla vista nadir (diametro equivalente dell'impronta) è di 10 km per CERES su TRMM e di 20 km per CERES su satelliti Terra e Aqua. Forse di maggiore importanza per missioni quali CERES è la stabilità di calibrazione, o la capacità di tracciare e dividere i cambiamenti strumentali dai dati terrestri in modo da tracciare con sicurezza i veri cambiamenti climatici. I sistemi di calibrazione di bordo di CERES sono destinati a raggiungere questo obiettivo per i canali di misurazione della luce solare riflessa includono diffusori solari e lampade al tungsteno. Tuttavia, le lampade hanno un rendimento molto basso nell'importante regione di lunghezza d'onda ultravioletta dove il degrado è maggiore e sono state viste andare alla deriva energetica di oltre l'1,4% nei test a terra, senza la possibilità di monitorarle in orbita (Priestley et al. (2001)). Anche i diffusori solari si sono fortemente degradati in orbita, tanto da essere stati dichiarati inutilizzabili da Priestley et al (2011). Per i canali Total e WN vengono utilizzate una coppia di cavità di corpi neri che possono essere controllate a temperature diverse, ma queste non si sono dimostrate stabili ad un valore superiore allo 0,5%/decade. Le osservazioni dello spazio freddo e la calibrazione interna sono effettuate durante le normali scansioni della Terra.

## Missioni

### Primo lancio
II primo strumento CERES Proto-Flight Module (PFM) è stato lanciato a bordo della NASA Tropical Rainfall Measuring Mission (TRMM) nel novembre 1997 dal Giappone. Tuttavia, questo strumento ha smesso di funzionare dopo 8 mesi a causa di un guasto al circuito di bordo.

### CERES sui satelliti EOS e JPSS
Altri sei strumenti CERES sono stati lanciati sul Earth Observing System e sul Joint Polar Satellite System. Il satellite Terra, lanciato nel dicembre 1999, include due strumenti (Flight Module 1 (FM1 e FM2) e il satellite Aqua, lanciato nel maggio 2002, altri due (FM3 e FM4). Un quinto strumento (FM5) è stato lanciato sul satellite Suomi NPP nell'ottobre 2011 e un sesto (FM6) sul NOAAA-20 nel novembre 2017. Con la rottura del PFM sul satellite TRMM e la perdita nel 2005 del canale SW di FM4 su Aqua, sono cinque dei moduli di volo CERES ancora pienamente operativi.

### Strumenti del Radioation Budget
Le misure degli strumenti del CERES dovevano essere rafforzate dal Radiation Budget Instrument (RBI) che doveva essere lanciato su Joint Polar Satellite System-2 (JPSS-2) nel 2021, JPSS-3 nel 2026 e JPSS-4 nel 2031. Il progetto è stato annullato il 26 gennaio 2018; la NASA ha parlato di questioni tecniche, di costi e di calendario e dell'impatto della prevista crescita dei costi della RBI su altri programmi.

## Modalità operative
CERES opera in tre modalità di scansione: attraverso il collegamento a terra del satellite (cross-track), lungo la direzione del collegamento a terra del satellite (along-track), e in un aereo azimutale rotante (RAP). In modalità RAP, i radiometri acquisiscono le misure di radianza da un'ampia gamma di angoli di visione. Fino al febbraio 2005, sui satelliti Terra e Aqua uno degli strumenti CERES effettuava la scansione in modalità cross-track mentre l'altro era in modalità RAP o along-track. Lo strumento che operava in modalità di scansione RAP necessitava ogni mese di due giorni per il trasferimento dati. Tuttavia, i dati CERES multiangolari hanno permesso di ricavare nuovi modelli che tengono conto dell'anisotropia della scena visualizzata, e permettono il recupero del flusso radiativo TOA con maggiore precisione.